# Зінов'єва Клавдія Іванівна
Клавдія Іванівна Зінов'єва (нар. 19 грудня 1943, тепер Російська Федерація) — українська радянська діячка, майстер машинного доїння корів Свердловської птахофабрики Свердловського району Луганської області. Депутат Верховної Ради УРСР 9—10-го скликань.

## Біографія
З 1958 року — робітниця лісгоспу.
З 1962 року — майстер машинного доїння корів Свердловської птахофабрики Свердловського району Луганської області.
Освіта середня.
Потім — на пенсії в селі Нагірне Довжанського району Луганської області.

## Нагороди
- ордени
- медалі